# 郜营站
郜营站是位于湖北襄阳市襄州区伙牌镇的一个铁路车站，邮政编码441118。车站建于1970年，有焦柳铁路经过该站，现仅办理货运业务，不办理客运业务。车站距离月山站486公里，隶属武汉铁路局，是四等站，本站及相邻上下行区间均为电气化区段。

## 相邻车站
1. 1 2  中国铁路武汉局集团有限公司年鉴编纂委员会 (编). . 武汉. 2021 （中文（中国大陆））.